# Danilo Grangheia
Danilo Grangheia (São Paulo, 22 de maio de 1977) é ator de teatro, cinema e televisão, formado pela Escola de Arte Dramática EAD/ECA/USP. Natural de São Paulo, desenvolveu parte de sua pesquisa em atuação e direção junto às mais importantes companhias de teatro do Brasil. Como integrante dos Ultralíricos, trabalhou em vários espetáculos/projetos como “Fim”, “Selvageria”, "A Tragédia Latino-Americana"  e "Puzzle" com direção de Felipe Hirsch, “Terrenal - pequeno mistério ácrata” com direção de Marco Antonio Rodrigues, "Krum", da companhia brasileira de teatro e direção de Marcio Abreu, "As Três Velhas", direção de Maria Alice Vergueiro, "Let's just kiss and say goodbye" de Elisa Ohtake.
Além das companhias brasileiras, desenvolveu trabalhos, espetáculos, performances e estudos com grandes nomes da cena internacional como Sotigui Kouyaté, Rena Mirecka, Nassim Soleimanpour, Christiane Jatahy e Nuno Ramos .
Também dirigiu os espetáculos “A Última Peça”, "Banda Hamlet", "Nunzio" e "A saga musical de Cecília". 
No cinema, atuou em “Cara ou Coroa”, de Ugo Giorgetti, "O roubo da taça", de Caito Ortiz, "A bruta flor do querer", de Dida Andrade e Andradina de Azevedo, “O que se move”, de Caetano Gotardo, “Hebe” de Maurício Farias, entre outros; 
Na televisão trabalhou em novelas e séries como “Irmandade” (Netflix), “Mauá - o primeiro gigante” (History Channel), “A lei do amor”, "A Mulher do Prefeito", "Ligações Perigosas" (Rede Globo), "3 Teresas" (GNT), "Contos do Edgar" (Fox), “O Negócio” (HBO), “A menina sem qualidades” (MTV).
Pelos seus trabalhos como ator em teatro e cinema conquistou alguns dos mais importantes prêmios do país, como o prêmio Shell, APCA, Femsa, Questão de Crítica e Cine PE.

## Formação
- Escola de Arte Dramática – ECA-USP (2001)

## Teatro
- "Língua Brasileira" - canções de Tom Zé e dramaturgia Ultralíricos, Felipe Hirsch, Juuar e Vinícius Calderoni, 2022. Direção: Felipe Hirsch
- "Fim" - de Rafael Spregelburd, 2019. Direção: Felipe Hirsch

- "Terrenal: pequeno mistério ácrata" - de Mauricio Kartun, 2018. Direção: Marco Antonio Rodrigues

- "Aos Vivos" - de Nuno Ramos, 2018. Direção: Nuno Ramos

- "A última peça" - de Inez Viana, 2018. Direção: Danilo Grangheia

- "A gente se vê por aqui" - de Nuno Ramos, 2018. Direção: Nuno Ramos

- "Selvageria" - vários autores, 2017. Direção: Felipe Hirsch

- "A Tragédia Latino-Americana" - vários autores, 2016. Direção: Felipe Hirsch

- "Puzzle D" - vários autores, 2015. Direção: Felipe Hirsch

- "Krum" - de Hanoch Levin, 2015. Direção: Marcio Abreu

- "Let's just kiss & say goodbye" - de Elisa Ohtake, 2014. Direção: Elisa Ohtake

- "Sit Down Drama" - de Michelle Ferreira, 2014. Direção: Eric Lenate

- “White Rabbit Red Rabbit” – de Nassim Soleimanpour, 2013. Orientações do próprio autor

- “O Livro de Itens do Paciente Estevão” – de Sam Lipsyte, 2012. Direção: Felipe Hirsch

- “A Saga Musical de Cecília...” – de Carlos Francisco, 2012. Direção: Danilo Grangheia

- “As Três Velhas” – de Alejandro Jodorowsky, 2011. Direção: Maria Alice Vergueiro

- “Quem tem medo de Curupira?” – de Zeca Baleiro, 2010. Direção: Débora Dubois

- “Êxodos: o eclipse da terra” – de Jorge Louraço, 2010. Direção: Marco Antonio Rodrigues

- “Banda Hamlet” – de Lucienne Guedes, 2009. Direção: Danilo Grangheia

- “Nunzio” – de Spiro Scimone, 2009. Direção: Danilo Grangheia

- “Cardênio” – de Stephen Greenblatt e Charles Mee, 2009. Direção: Marco Antonio Rodrigues

- “Orestéia: o canto do bode” – de Reinaldo Maia (trilogia de Ésquilo), 2007. Direção: Marco Antonio Rodrigues

- “Noite de Reis” – de William Shakespeare, 2006. Direção: Marco Antonio Rodrigues

- “Palhaços”[30] – de Timochenko Wehbi, 2005. Direção:  Gabriel Carmona

- “Otelo” – de William Shakespeare, 2005. Direção: Marco Antonio Rodrigues

- “A Farsa do Advogado Pathelin” – autor anônimo, 2002. Direção: Cassio Scapin

- “La Chunga” – de Mario Vargas Llosa, 2001. Direção: Marco Antonio Rodrigues

- “O Tolo” – Criação Coletiva, 2000. Direção: Tiche Vianna

- “A Falecida” – de Nelson Rodrigues, 2000. Direção: Glaucia Felipe

- “Entre as Cerejeiras” – de Anton Tchecov, 1999. Direção: Luciano Chirolli

- “A Revolução dos Beatos” – de Dias Gomes, 1999. Direção: Marco Antonio Rodrigues

- “Álbum de Família” – de Nelson Rodrigues, 1998. Direção: José Rubens Siqueira

- “O Auto das Barcas” – de Gil Vicente, 1998. Direção: Cláudio Lucchesi

- “Vento de Chuva” – de Paulo Lopes, 1997. Direção: Luiz Damasceno

- “A Cantora Careca” – de Eugene Ionesco, 1996. Direção: Pablo Moreira

- “Pantagruel” – de François Rabelais, 1995. Direção: Pablo Moreira

- “O Irmão das Almas” – de Martins Pena, 1994. Direção: Lourdes de Moraes

## Filmografia

### Cinema
| Ano  | Título                                                    | Papel                           | Direção                          | Notas          |
| ---- | --------------------------------------------------------- | ------------------------------- | -------------------------------- | -------------- |
| 2025 | Enterre Seus Mortos                                       | Tomás                           | Marco Dutra                      | Longa-metragem |
| 2025 | Homem com H                                               | Eugênio Matogrosso              | Esmir Filho                      | Longa-metragem |
| 2023 | O Sequestro do Voo 375                                    | Fernando Murilo de Lima e Silva | Marcus Baldini                   | Longa-metragem |
| 2022 | Paixões Recorrentes                                       |                                 | Ana Carolina                     | Longa-metragem |
| 2021 | Esperando Godot                                           | Lucky                           | Zé Celso e Monique Gardenberg    | Longa-metragem |
| 2021 | O Melhor Lugar do Mundo é Agora                           |                                 | Caco Ciocler                     | Documentário   |
| 2021 | Náufragos ou Vasos Quebrados                              |                                 | Débora Dubois e Junae Andreazza  |                |
| 2019 | Hebe: A Estrela do Brasil                                 | Walter Clark                    | Maurício Farias                  | Longa-metragem |
| 2018 | Amor aos Vinte Anos                                       | Henrique                        | Toti Loureiro e Felipe Poroger   | Curta-metragem |
| 2017 | Górgona                                                   | Ator                            | Pedro Jezler e Fabio Furtado     | Documentário   |
| 2017 | Conversa Sobre Poesia Com o Fiscal de Rendas (Maiakovski) | Narrador                        |                                  | Curta-metragem |
| 2016 | Folclore                                                  | Juiz                            | Pedro Anversa e João Segall      | Curta-metragem |
| 2016 | O Roubo da Taça                                           | Borracha                        | Caíto Ortiz                      | Longa-metragem |
| 2016 | A Bruta Flor do Querer                                    | Diogo                           | Andradina Azevedo e Dida Andrade | Longa-metragem |
| 2015 | Enquanto o Sangue Coloria, Eu Olhava as Estrelas          |                                 | Felipe Poroger                   | Curta-metragem |
| 2013 | O Circo da Noite                                          | Dr.Sérgio                       | Julio Santi                      | Média-metragem |
| 2013 | O Filho Pródigo                                           | Guto                            | Felipe Poroger                   | Curta-metragem |
| 2013 | O Que Se Move                                             | Álvaro                          | Caetano Gotardo                  | Longa-metragem |
| 2012 | O Segredo dos Adultos                                     | André                           | Ivan Nakamura e Jotagá Crema     | Curta-metragem |
| 2012 | Cara ou Coroa                                             | Amigo de Lilian                 | Ugo Giorgetti                    | Longa-metragem |
| 2010 | O Capitão Chamava Carlos                                  | Carlos                          | Andradina Azevedo e Dida Andrade | Curta-metragem |
| 2004 | London                                                    |                                 |                                  |                |
| 1999 | Pecado                                                    |                                 |                                  |                |
| 1998 | O Meu Sangue Ferve por Você                               |                                 |                                  |                |
| 1997 | Cinderella                                                |                                 |                                  |                |
| 1996 | A Mulher Morta                                            |                                 | Filipe Salles                    | Curta-metragem |

### Televisão
| Ano  | Título                    | Papel                            | Notas                           |
| ---- | ------------------------- | -------------------------------- | ------------------------------- |
| 2025 | Guerreiros do Sol         | Dr. Marinho                      |                                 |
| 2024 | Mania de Você             | Hugo Gomez                       |                                 |
| 2021 | Um Lugar ao Sol           | Roney Silveira da Cunha          |                                 |
| 2019 | Hebe                      | Walter Clark                     | Episódio: "1"                   |
| 2019 | Irmandade                 | José Carlos de Andrade (Andrade) | 2019–2022                       |
| 2019 | Mauá - O Primeiro Gigante | Barão de Mauá                    |                                 |
| 2017 | Cidade Proibida           | Gouveia                          | Episódio: "Caso Lidia"          |
| 2016 | A Lei do Amor             | Hércules Leitão                  |                                 |
| 2016 | Ligações Perigosas        | Otávio Lemos                     |                                 |
| 2015 | A Vida Começa             | Jonas                            | Websérie                        |
| 2014 | O Negócio                 | Executivo                        | Episódio: "Private Equity Fund" |
| 2014 | Três Teresas              | Rodrigão                         | Participação especial           |
| 2013 | Contos do Edgar           | Fortunato                        |                                 |
| 2013 | A Menina sem Qualidades   | Edimilson                        | Participação Especial           |
| 2013 | A Mulher do Prefeito      | Alberto Salomão                  |                                 |
| 2013 | Vida de Estagiário        | WC Oliveira                      |                                 |
| 2009 | Além do Horizonte         | Pedro                            | Participação Especial           |
| 2008 | Fellini Sobre as Águas    | Ele Mesmo, Apresentador          |                                 |
| 2008 | Uma Escada para a Lua     |                                  | Participação Especial           |

## Prêmios e Indicações
- Prêmio Shell de melhor ator por "Krum" (2016)
- Prêmio Questão de Crítica de melhor elenco por "Krum" (2016)
- Indicação ao Troféu APCA de melhor ator por "Krum" (2015)
- Indicação ao Prêmio Cesgranrio de Teatro de melhor ator por "Krum" (2015)
- Prêmio de melhor ator no Festival CINE-PE por "O Filho Pródigo" (2014)
- Prêmio APCA de melhor ator por “Êxodos - o eclipse da terra” (2010)
- Prêmio FEMSA de melhor ator coadjuvante por “Quem Tem Medo de Curupira?” (2010)[36]
- Indicação ao Prêmio Shell de melhor ator por “Cardênio” (2009)
- Indicação ao Prêmio Qualidade Brasil de melhor ator por “Orestéia - o canto do bode” (2007)

| Ano  | Premiação                     | Categoria            | Indicação              | Resultado |
| ---- | ----------------------------- | -------------------- | ---------------------- | --------- |
| 2024 | Festival Sesc Melhores Filmes | Melhor Ator Nacional | O Sequestro do Voo 375 | Pendente  |